# لوري ريس
لوري ريس (بالإنجليزية: Laurie Reis)‏ هو لاعب كرة قاعدة أمريكي، ولد في 20 نوفمبر 1858 في شيكاغو في الولايات المتحدة، وتوفي بنفس المكان في 24 يناير 1921.

## وصلات خارجية
- لوري ريس على موقعبيزبول رفرنس.كوم (الدوري الرئيسي) (الإنجليزية)
- لوري ريس على موقعبيزبول رفرنس.كوم (الدوري الثانوي) (الإنجليزية)